# Lista de municípios da região Centro-Oeste do Brasil por população
Lista das cidades mais Populosas da Região Centro-Oeste do Brasil.  Atualizado com o Censo de 2022 do IBGE . As capitais são citadas em negrito.
| Posição | Município                        | UF                 | População (hab.) |
| ------- | -------------------------------- | ------------------ | ---------------- |
| 1       | Brasília                         | Distrito Federal   | 2.982.818        |
| 2       | Goiânia                          | Goiás              | 1.494.599        |
| 3       | Campo Grande                     | Mato Grosso do Sul | 954.537          |
| 4       | Cuiabá                           | Mato Grosso        | 682.932          |
| 5       | Aparecida de Goiânia             | Goiás              | 550.925          |
| 6       | Anápolis                         | Goiás              | 415.847          |
| 7       | Várzea Grande                    | Mato Grosso        | 300.078          |
| 8       | Rondonópolis                     | Mato Grosso        | 244.911          |
| 9       | Dourados                         | Mato Grosso do Sul | 243.367          |
| 10      | Rio Verde                        | Goiás              | 225.696          |
| 11      | Águas Lindas de Goiás            | Goiás              | 225.693          |
| 12      | Luziânia                         | Goiás              | 209.129          |
| 13      | Valparaíso de Goiás              | Goiás              | 198.861          |
| 14      | Sinop                            | Mato Grosso        | 196.312          |
| 15      | Senador Canedo                   | Goiás              | 155.635          |
| 16      | Trindade                         | Goiás              | 142.431          |
| 17      | Três Lagoas                      | Mato Grosso do Sul | 132.152          |
| 18      | Formosa                          | Goiás              | 115.901          |
| 19      | Catalão                          | Goiás              | 114.427          |
| 20      | Sorriso                          | Mato Grosso        | 110.635          |
| 21      | Itumbiara                        | Goiás              | 107.970          |
| 22      | Tangará da Serra                 | Mato Grosso        | 106.434          |
| 23      | Jataí                            | Goiás              | 105.729          |
| 24      | Planaltina                       | Goiás              | 105.031          |
| 25      | Novo Gama                        | Goiás              | 103.804          |
| 26      | Caldas Novas                     | Goiás              | 98.622           |
| 27      | Corumbá                          | Mato Grosso do Sul | 96.268           |
| 28      | Ponta Porã                       | Mato Grosso do Sul | 92.017           |
| 29      | Cidade Ocidental                 | Goiás              | 91.767           |
| 30      | Cáceres                          | Mato Grosso        | 89.681           |
| 31      | Primavera do Leste               | Mato Grosso        | 85.146           |
| 32      | Lucas do Rio Verde               | Mato Grosso        | 83.798           |
| 33      | Goianésia                        | Goiás              | 73.707           |
| 34      | Santo Antônio do Descoberto      | Goiás              | 72.127           |
| 35      | Goianira                         | Goiás              | 71.916           |
| 36      | Mineiros                         | Goiás              | 70.081           |
| 37      | Barra do Garças                  | Mato Grosso        | 69.210           |
| 38      | Cristalina                       | Goiás              | 62.337           |
| 39      | Alta Floresta                    | Mato Grosso        | 58.613           |
| 40      | Nova Mutum                       | Mato Grosso        | 55.839           |
| 41      | Inhumas                          | Goiás              | 52.204           |
| 42      | Pontes e Lacerda                 | Mato Grosso        | 52.018           |
| 43      | Morrinhos                        | Goiás              | 51.351           |
| 44      | Naviraí                          | Mato Grosso do Sul | 50.457           |
| 45      | Nova Andradina                   | Mato Grosso do Sul | 48.563           |
| 46      | Quirinópolis                     | Goiás              | 48.447           |
| 47      | Sidrolândia                      | Mato Grosso do Sul | 47.118           |
| 48      | Aquidauana                       | Mato Grosso do Sul | 46.803           |
| 49      | Campo Novo do Parecis            | Mato Grosso        | 45.899           |
| 50      | Juína                            | Mato Grosso        | 45.869           |
| 51      | Jaraguá                          | Goiás              | 45.223           |
| 52      | Maracaju                         | Mato Grosso do Sul | 45.047           |
| 53      | Itaberaí                         | Goiás              | 44.734           |
| 54      | Campo Verde                      | Mato Grosso        | 44.585           |
| 55      | Porangatu                        | Goiás              | 44.317           |
| 56      | Uruaçu                           | Goiás              | 42.546           |
| 57      | Paranaíba                        | Mato Grosso do Sul | 40.957           |
| 58      | Amambai                          | Mato Grosso do Sul | 39.325           |
| 59      | Santa Helena de Goiás            | Goiás              | 38.492           |
| 60      | Rio Brilhante                    | Mato Grosso do Sul | 37.601           |
| 61      | Iporá                            | Goiás              | 35.684           |
| 62      | Goiatuba                         | Goiás              | 35.664           |
| 63      | Confresa                         | Mato Grosso        | 35.075           |
| 64      | Padre Bernardo                   | Goiás              | 34.967           |
| 65      | Niquelândia                      | Goiás              | 34.964           |
| 66      | Posse                            | Goiás              | 34.914           |
| 67      | Juara                            | Mato Grosso        | 34.906           |
| 68      | Bela Vista de Goiás              | Goiás              | 34.445           |
| 69      | São Luís de Montes Belos         | Goiás              | 33.852           |
| 70      | Peixoto de Azevedo               | Mato Grosso        | 32.714           |
| 71      | Pires do Rio                     | Goiás              | 32.373           |
| 72      | Coxim                            | Mato Grosso do Sul | 32.151           |
| 73      | Nerópolis                        | Goiás              | 31.932           |
| 74      | Palmeiras de Goiás               | Goiás              | 31.858           |
| 75      | Colíder                          | Mato Grosso        | 31.370           |
| 76      | Poconé                           | Mato Grosso        | 31.217           |
| 77      | Guarantã do Norte                | Mato Grosso        | 31.024           |
| 78      | Chapadão do Sul                  | Mato Grosso do Sul | 30.993           |
| 79      | Caarapó                          | Mato Grosso do Sul | 30.612           |
| 80      | São Gabriel do Oeste             | Mato Grosso do Sul | 29.579           |
| 81      | Barra do Bugres                  | Mato Grosso        | 29.403           |
| 82      | Água Boa                         | Mato Grosso        | 29.219           |
| 83      | Sapezal                          | Mato Grosso        | 28.944           |
| 84      | Jaciara                          | Mato Grosso        | 28.569           |
| 85      | Ivinhema                         | Mato Grosso do Sul | 27.821           |
| 86      | Hidrolândia                      | Goiás              | 27.742           |
| 87      | Aparecida do Taboado             | Mato Grosso do Sul | 27.674           |
| 88      | Minaçu                           | Goiás              | 27.075           |
| 89      | Alexânia                         | Goiás              | 27.008           |
| 90      | Mirassol d'Oeste                 | Mato Grosso        | 26.785           |
| 91      | Querência                        | Mato Grosso        | 26.769           |
| 92      | Pirenópolis                      | Goiás              | 26.690           |
| 93      | Paranatinga                      | Mato Grosso        | 26.423           |
| 94      | Itapuranga                       | Goiás              | 26.113           |
| 95      | Costa Rica                       | Mato Grosso do Sul | 26.037           |
| 96      | Canarana                         | Mato Grosso        | 25.858           |
| 97      | Colniza                          | Mato Grosso        | 25.766           |
| 98      | Ipameri                          | Goiás              | 25.548           |
| 99      | Miranda                          | Mato Grosso do Sul | 25.536           |
| 100     | Cocalzinho de Goiás              | Goiás              | 25.016           |
| 101     | Piracanjuba                      | Goiás              | 24.883           |
| 102     | Aripuanã                         | Mato Grosso        | 24.626           |
| 103     | Nova Xavantina                   | Mato Grosso        | 24.345           |
| 104     | Itaporã                          | Mato Grosso do Sul | 24.137           |
| 105     | Anastácio                        | Mato Grosso do Sul | 24.114           |
| 106     | Goiás                            | Goiás              | 24.071           |
| 107     | Jardim                           | Mato Grosso do Sul | 23.981           |
| 108     | Bom Jesus de Goiás               | Goiás              | 23.958           |
| 109     | Bonito                           | Mato Grosso do Sul | 23.659           |
| 110     | Poxoréu                          | Mato Grosso        | 23.283           |
| 111     | Ribas do Rio Pardo               | Mato Grosso do Sul | 23.150           |
| 112     | Bataguassu                       | Mato Grosso do Sul | 23.031           |
| 113     | Silvânia                         | Goiás              | 22.245           |
| 114     | Ceres                            | Goiás              | 22.046           |
| 115     | Diamantino                       | Mato Grosso        | 21.941           |
| 116     | São Miguel do Araguaia           | Goiás              | 21.900           |
| 117     | Nova Alvorada do Sul             | Mato Grosso do Sul | 21.822           |
| 118     | Bela Vista                       | Mato Grosso do Sul | 21.613           |
| 119     | Acreúna                          | Goiás              | 21.568           |
| 120     | Ladário                          | Mato Grosso do Sul | 21.522           |
| 121     | Itapaci                          | Goiás              | 21.087           |
| 122     | Cassilândia                      | Mato Grosso do Sul | 20.988           |
| 123     | Fátima do Sul                    | Mato Grosso do Sul | 20.609           |
| 124     | Matupá                           | Mato Grosso        | 20.091           |
| 125     | Vila Rica                        | Mato Grosso        | 19.888           |
| 126     | Rio Verde de Mato Grosso         | Mato Grosso do Sul | 19.818           |
| 127     | Rubiataba                        | Goiás              | 19.788           |
| 128     | Jussara                          | Goiás              | 19.620           |
| 129     | Guapó                            | Goiás              | 19.545           |
| 130     | Itaquiraí                        | Mato Grosso do Sul | 19.423           |
| 131     | Mundo Novo                       | Mato Grosso do Sul | 19.193           |
| 132     | Chapada dos Guimarães            | Mato Grosso        | 18.990           |
| 133     | Anicuns                          | Goiás              | 18.503           |
| 134     | Aragarças                        | Goiás              | 18.390           |
| 135     | Pontalina                        | Goiás              | 18.309           |
| 136     | Comodoro                         | Mato Grosso        | 18.238           |
| 137     | Campos Belos                     | Goiás              | 18.108           |
| 138     | Pedra Preta                      | Mato Grosso        | 18.066           |
| 139     | São José dos Quatro Marcos       | Mato Grosso        | 17.849           |
| 140     | Terenos                          | Mato Grosso do Sul | 17.652           |
| 141     | Abadiânia                        | Goiás              | 17.232           |
| 142     | Alto Araguaia                    | Mato Grosso        | 17.193           |
| 143     | Crixás                           | Goiás              | 17.065           |
| 144     | Indiara                          | Goiás              | 17.061           |
| 145     | São Simão                        | Goiás              | 17.020           |
| 146     | Brasnorte                        | Mato Grosso        | 17.004           |
| 147     | Vila Bela da Santíssima Trindade | Mato Grosso        | 16.774           |
| 148     | Água Clara                       | Mato Grosso do Sul | 16.741           |
| 149     | Caiapônia                        | Goiás              | 16.513           |
| 150     | Orizona                          | Goiás              | 16.399           |
| 151     | Nova Olímpia                     | Mato Grosso        | 16.352           |
| 152     | Nobres                           | Mato Grosso        | 15.492           |
| 153     | Rosário Oeste                    | Mato Grosso        | 15.453           |
| 154     | Campinápolis                     | Mato Grosso        | 15.347           |
| 155     | Santo Antônio de Leverger        | Mato Grosso        | 15.246           |
| 156     | Vianópolis                       | Goiás              | 14.956           |
| 157     | São José do Rio Claro            | Mato Grosso        | 14.911           |
| 158     | Araputanga                       | Mato Grosso        | 14.786           |
| 159     | Mozarlândia                      | Goiás              | 14.750           |
| 160     | Sonora                           | Mato Grosso do Sul | 14.516           |
| 161     | Tapurah                          | Mato Grosso        | 14.370           |
| 162     | Coronel Sapucaia                 | Mato Grosso do Sul | 14.289           |
| 163     | São João d'Aliança               | Goiás              | 14.041           |
| 164     | Goianápolis                      | Goiás              | 13.967           |
| 165     | Iguatemi                         | Mato Grosso do Sul | 13.808           |
| 166     | Caçu                             | Goiás              | 13.774           |
| 167     | Flores de Goiás                  | Goiás              | 13.744           |
| 168     | Uruana                           | Goiás              | 13.729           |
| 169     | Deodápolis                       | Mato Grosso do Sul | 13.663           |
| 170     | Nova Bandeirantes                | Mato Grosso        | 13.635           |
| 171     | São Félix do Araguaia            | Mato Grosso        | 13.621           |
| 172     | Camapuã                          | Mato Grosso do Sul | 13.583           |
| 173     | Nioaque                          | Mato Grosso do Sul | 13.220           |
| 174     | Alto Garças                      | Mato Grosso        | 13.052           |
| 175     | Nossa Senhora do Livramento      | Mato Grosso        | 12.940           |
| 176     | Paranhos                         | Mato Grosso do Sul | 12.921           |
| 177     | Chapadão do Céu                  | Goiás              | 12.870           |
| 178     | Porto Murtinho                   | Mato Grosso do Sul | 12.859           |
| 179     | Nova Crixás                      | Goiás              | 12.815           |
| 180     | Vera                             | Mato Grosso        | 12.800           |
| 181     | Montividiu                       | Goiás              | 12.521           |
| 182     | Campinorte                       | Goiás              | 12.510           |
| 183     | Itiquira                         | Mato Grosso        | 12.236           |
| 184     | Rialma                           | Goiás              | 12.165           |
| 185     | Porto Alegre do Norte            | Mato Grosso        | 12.127           |
| 186     | Aragoiânia                       | Goiás              | 11.890           |
| 187     | Edéia                            | Goiás              | 11.747           |
| 188     | Piranhas                         | Goiás              | 11.712           |
| 189     | Nova Canaã do Norte              | Mato Grosso        | 11.707           |
| 190     | Paranaíta                        | Mato Grosso        | 11.671           |
| 191     | Brasilândia                      | Mato Grosso do Sul | 11.579           |
| 192     | Nova Ubiratã                     | Mato Grosso        | 11.530           |
| 193     | Cachoeira Alta                   | Goiás              | 11.513           |
| 194     | Juscimeira                       | Mato Grosso        | 11.480           |
| 195     | Marcelândia                      | Mato Grosso        | 11.396           |
| 196     | Eldorado                         | Mato Grosso do Sul | 11.386           |
| 197     | Dois Irmãos do Buriti            | Mato Grosso do Sul | 11.100           |
| 198     | Cotriguaçu                       | Mato Grosso        | 11.011           |
| 199     | Sete Quedas                      | Mato Grosso do Sul | 10.994           |
| 200     | Guiratinga                       | Mato Grosso        | 10.966           |
| 201     | Alto Taquari                     | Mato Grosso        | 10.904           |
| 202     | Tacuru                           | Mato Grosso do Sul | 10.808           |
| 203     | Aral Moreira                     | Mato Grosso do Sul | 10.748           |
| 204     | Angélica                         | Mato Grosso do Sul | 10.729           |
| 205     | Batayporã                        | Mato Grosso do Sul | 10.712           |
| 206     | Mara Rosa                        | Goiás              | 10.700           |
| 207     | Paraúna                          | Goiás              | 10.659           |
| 208     | Santa Terezinha de Goiás         | Goiás              | 10.645           |
| 209     | Terra Nova do Norte              | Mato Grosso        | 10.616           |
| 210     | Iaciara                          | Goiás              | 10.584           |
| 211     | Arenápolis                       | Mato Grosso        | 10.576           |
| 212     | Corumbá de Goiás                 | Goiás              | 10.562           |
| 213     | Feliz Natal                      | Mato Grosso        | 10.521           |
| 214     | Buriti Alegre                    | Goiás              | 10.495           |
| 215     | Glória de Dourados               | Mato Grosso do Sul | 10.444           |
| 216     | Firminópolis                     | Goiás              | 10.419           |
| 217     | Barro Alto                       | Goiás              | 10.371           |
| 218     | Carlinda                         | Mato Grosso        | 10.332           |
| 219     | Maurilândia                      | Goiás              | 10.304           |
| 220     | Bonfinópolis                     | Goiás              | 10.296           |
| 221     | Juruena                          | Mato Grosso        | 10.213           |
| 222     | Porto Esperidião                 | Mato Grosso        | 10.204           |
| 223     | Ribeirão Cascalheira             | Mato Grosso        | 10.089           |
| 224     | São Domingos                     | Goiás              | 9.711            |
| 225     | Guia Lopes da Laguna             | Mato Grosso do Sul | 9.940            |
| 226     | Tabaporã                         | Mato Grosso        | 9.818            |
| 227     | Carmo do Rio Verde               | Goiás              | 9.710            |
| 228     | Cláudia                          | Mato Grosso        | 9.593            |
| 229     | Cavalcante                       | Goiás              | 9.583            |
| 230     | Petrolina de Goiás               | Goiás              | 9.573            |
| 231     | Nova Veneza                      | Goiás              | 9.481            |
| 232     | Antônio João                     | Mato Grosso do Sul | 9.303            |
| 233     | Corumbaíba                       | Goiás              | 9.164            |
| 234     | Apiacás                          | Mato Grosso        | 8.590            |
| 235     | Aruanã                           | Goiás              | 8.300            |
| 236     | Alto Paraguai                    | Mato Grosso        | 8.009            |
| 237     | Paranaiguara                     | Goiás              | 7.607            |
| 238     | Denise                           | Mato Grosso        | 7.014            |
| 239     | Itauçu                           | Goiás              | 7.736            |
| 240     | Anaurilândia                     | Mato Grosso do Sul | 7.653            |
| 241     | Bom Jardim de Goiás              | Goiás              | 8.896            |
| 242     | Nazário                          | Goiás              | 8.850            |
| 243     | Japorã                           | Mato Grosso do Sul | 8.148            |
| 244     | Nova Monte Verde                 | Mato Grosso        | 8.822            |
| 245     | Jauru                            | Mato Grosso        | 8.776            |
| 246     | Novo Mundo                       | Mato Grosso        | 8.730            |
| 246     | Alvorada do Norte                | Goiás              | 8.645            |
| 247     | Nova Glória                      | Goiás              | 8.521            |
| 248     | Monte Alegre de Goiás            | Goiás              | 8.464            |
| 249     | Castanheira                      | Mato Grosso        | 8.454            |
| 250     | Vicentinópolis                   | Goiás              | 8.397            |
| 251     | Cezarina                         | Goiás              | 8.386            |
| 252     | Cachoeira Dourada                | Goiás              | 8.355            |
| 253     | Serranópolis                     | Goiás              | 8.323            |
| 254     | Mambaí                           | Goiás              | 8.271            |
| 255     | Montes Claros de Goiás           | Goiás              | 8.236            |
| 256     | Santa Rita do Araguaia           | Goiás              | 8.218            |
| 257     | Abadia de Goiás                  | Goiás              | 8.207            |
| 258     | Nova Maringá                     | Mato Grosso        | 8.182            |
| 259     | Santa Terezinha                  | Mato Grosso        | 8.049            |
| 260     | Jangada                          | Mato Grosso        | 7.996            |
| 261     | Dom Aquino                       | Mato Grosso        | 7.977            |
| 262     | Cabeceiras                       | Goiás              | 7.935            |
| 263     | Barão de Melgaço                 | Mato Grosso        | 7.872            |
| 264     | Araguapaz                        | Goiás              | 7.862            |
| 265     | Bodoquena                        | Mato Grosso do Sul | 8.567            |
| 266     | Sanclerlândia                    | Goiás              | 7.798            |
| 267     | Leopoldo de Bulhões              | Goiás              | 7.773            |
| 268     | Doverlândia                      | Goiás              | 7.750            |
| 269     | Santa Rita do Pardo              | Mato Grosso do Sul | 7.027            |
| 270     | Pedro Gomes                      | Mato Grosso do Sul | 6.941            |
| 270     | Terezópolis de Goiás             | Goiás              | 7.634            |
| 271     | Inocência                        | Mato Grosso do Sul | 8.404            |
| 272     | Alto Paraíso de Goiás            | Goiás              | 7.514            |
| 274     | Joviânia                         | Goiás              | 7.468            |
| 275     | Campo Limpo de Goiás             | Goiás              | 7.345            |
| 276     | Gaúcha do Norte                  | Mato Grosso        | 7.296            |
| 277     | Laguna Carapã                    | Mato Grosso do Sul | 6.799            |
| 278     | Ipiranga do Norte                | Mato Grosso        | 7.171            |
| 279     | Campo Alegre de Goiás            | Goiás              | 7.149            |
| 280     | Jaraguari                        | Mato Grosso do Sul | 7.139            |
| 281     | Itarumã                          | Goiás              | 6.998            |
| 282     | Faina                            | Goiás              | 6.947            |
| 283     | Simolândia                       | Goiás              | 6.891            |
| 284     | Bandeirantes                     | Mato Grosso do Sul | 7.940            |
| 285     | Juti                             | Mato Grosso do Sul | 6.729            |
| 286     | Campos de Júlio                  | Mato Grosso        | 6.512            |
| 287     | Selvíria                         | Mato Grosso do Sul | 8.142            |
| 288     | Alto Boa Vista                   | Mato Grosso        | 6.466            |
| 289     | Itanhangá                        | Mato Grosso        | 6.396            |
| 290     | Santa Bárbara de Goiás           | Goiás              | 6.393            |
| 291     | Pontal do Araguaia               | Mato Grosso        | 6.387            |
| 292     | São Francisco de Goiás           | Goiás              | 6.366            |
| 293     | Ouvidor                          | Goiás              | 6.340            |
| 294     | Nova Lacerda                     | Mato Grosso        | 6.338            |
| 295     | Itapirapuã                       | Goiás              | 6.312            |
| 296     | Bom Jesus do Araguaia            | Mato Grosso        | 6.266            |
| 297     | Jandaia                          | Goiás              | 6.254            |
| 298     | Inaciolândia                     | Goiás              | 6.148            |
| 299     | Fazenda Nova                     | Goiás              | 6.070            |
| 300     | Vicentina                        | Mato Grosso do Sul | 6.336            |
| 301     | Americano do Brasil              | Goiás              | 6.018            |
| 302     | Caracol                          | Mato Grosso do Sul | 5.036            |
| 303     | Nortelândia                      | Mato Grosso        | 5.895            |
| 304     | Lambari d'Oeste                  | Mato Grosso        | 5.887            |
| 305     | Douradina                        | Mato Grosso do Sul | 5.578            |
| 306     | Britânia                         | Goiás              | 5.817            |
| 306     | Santo Antônio de Goiás           | Goiás              | 5.787            |
| 307     | Alto Horizonte                   | Goiás              | 5.784            |
| 308     | Vila Boa                         | Goiás              | 5.731            |
| 309     | Corguinho                        | Mato Grosso do Sul | 4.783            |
| 310     | Vila Propício                    | Goiás              | 5.690            |
| 311     | Mundo Novo                       | Goiás              | 5.661            |
| 312     | Gouvelândia                      | Goiás              | 5.656            |
| 313     | Água Fria de Goiás               | Goiás              | 5.613            |
| 314     | Goiandira                        | Goiás              | 5.605            |
| 315     | Cocalinho                        | Mato Grosso        | 5.535            |
| 316     | Itaguaru                         | Goiás              | 5.456            |
| 317     | São José do Xingu                | Mato Grosso        | 5.416            |
| 318     | Paraíso das Águas                | Mato Grosso do Sul | 5.510            |
| 319     | Rochedo                          | Mato Grosso do Sul | 5.199            |
| 320     | General Carneiro                 | Mato Grosso        | 5.333            |
| 321     | Santa Fé de Goiás                | Goiás              | 5.309            |
| 322     | Porto dos Gaúchos                | Mato Grosso        | 5.283            |
| 323     | Acorizal                         | Mato Grosso        | 5.269            |
| 324     | Alcinópolis                      | Mato Grosso do Sul | 4.537            |
| 325     | São Luiz do Norte                | Goiás              | 5.071            |
| 326     | Novo São Joaquim                 | Mato Grosso        | 5.066            |
| 327     | Turvelândia                      | Goiás              | 5.050            |
| 328     | Curvelândia                      | Mato Grosso        | 5.049            |
| 329     | Caturaí                          | Goiás              | 5.041            |
| 330     | Rio Branco                       | Mato Grosso        | 5.019            |
| 331     | Divinópolis de Goiás             | Goiás              | 4.995            |
| 332     | Itajá                            | Goiás              | 4.876            |
| 333     | Santo Antônio do Leste           | Mato Grosso        | 4.875            |
| 334     | Rio Negro                        | Mato Grosso do Sul | 4.841            |
| 335     | Rianápolis                       | Goiás              | 4.828            |
| 336     | Turvânia                         | Goiás              | 4.818            |
| 337     | Santo Antônio da Barra           | Goiás              | 4.780            |
| 338     | Itaguari                         | Goiás              | 4.730            |
| 339     | Mossâmedes                       | Goiás              | 4.700            |
| 340     | Baliza                           | Goiás              | 4.677            |
| 341     | Canabrava do Norte               | Mato Grosso        | 4.630            |
| 342     | Formoso                          | Goiás              | 4.623            |
| 343     | São Pedro da Cipa                | Mato Grosso        | 4.541            |
| 344     | Matrinchã                        | Goiás              | 4.490            |
| 345     | Nova Guarita                     | Mato Grosso        | 4.457            |
| 346     | Montividiu do Norte              | Goiás              | 4.447            |
| 347     | Novo Planalto                    | Goiás              | 4.387            |
| 348     | Santa Carmem                     | Mato Grosso        | 4.360            |
| 349     | Guarani de Goiás                 | Goiás              | 4.145            |
| 350     | Aporé                            | Goiás              | 4.143            |
| 350     | Bonópolis                        | Goiás              | 4.143            |
| 352     | Rio Quente                       | Goiás              | 4.112            |
| 353     | Portelândia                      | Goiás              | 4.044            |
| 354     | Novo Horizonte do Sul            | Mato Grosso do Sul | 4.721            |
| 355     | São Miguel do Passa-Quatro       | Goiás              | 4.037            |
| 356     | Jateí                            | Mato Grosso do Sul | 3.586            |
| 357     | Ouro Verde de Goiás              | Goiás              | 3.971            |
| 358     | São José do Povo                 | Mato Grosso        | 3.908            |
| 359     | Mutunópolis                      | Goiás              | 3.906            |
| 360     | Novo Horizonte do Norte          | Mato Grosso        | 3.876            |
| 361     | Conquista d'Oeste                | Mato Grosso        | 3.860            |
| 362     | Santa Isabel                     | Goiás              | 3.857            |
| 363     | Varjão                           | Goiás              | 3.856            |
| 364     | Rondolândia                      | Mato Grosso        | 3.854            |
| 365     | Hidrolina                        | Goiás              | 3.852            |
| 366     | Nova Brasilândia                 | Mato Grosso        | 3.827            |
| 367     | Edealina                         | Goiás              | 3.809            |
| 368     | Itaúba                           | Mato Grosso        | 3.800            |
| 369     | Gameleira de Goiás               | Goiás              | 3.777            |
| 370     | Porteirão                        | Goiás              | 3.758            |
| 371     | Heitoraí                         | Goiás              | 3.757            |
| 372     | Amaralina                        | Goiás              | 3.754            |
| 373     | Campinaçu                        | Goiás              | 3.740            |
| 374     | Araçu                            | Goiás              | 3.731            |
| 375     | Santa Tereza de Goiás            | Goiás              | 3.710            |
| 376     | Caldazinha                       | Goiás              | 3.703            |
| 377     | Tesouro                          | Mato Grosso        | 3.682            |
| 378     | Palminópolis                     | Goiás              | 3.667            |
| 379     | Nova Nazaré                      | Mato Grosso        | 3.655            |
| 380     | Taquaral de Goiás                | Goiás              | 3.625            |
| 381     | Campestre de Goiás               | Goiás              | 3.622            |
| 382     | Castelândia                      | Goiás              | 3.610            |
| 383     | Cromínia                         | Goiás              | 3.606            |
| 384     | Brazabrantes                     | Goiás              | 3.604            |
| 385     | Nova Santa Helena                | Mato Grosso        | 3.596            |
| 386     | Torixoréu                        | Mato Grosso        | 3.576            |
| 387     | Taquarussu                       | Mato Grosso do Sul | 3.625            |
| 388     | Trombas                          | Goiás              | 3.571            |
| 389     | Colinas do Sul                   | Goiás              | 3.529            |
| 390     | Palestina de Goiás               | Goiás              | 3.514            |
| 391     | União do Sul                     | Mato Grosso        | 3.468            |
| 392     | Figueirópolis d'Oeste            | Mato Grosso        | 3.444            |
| 393     | Nova Roma                        | Goiás              | 3.437            |
| 394     | Aurilândia                       | Goiás              | 3.422            |
| 395     | Amorinópolis                     | Goiás              | 3.408            |
| 396     | Campos Verdes                    | Goiás              | 3.399            |
| 397     | Buritinópolis                    | Goiás              | 3.389            |
| 397     | Damianópolis                     | Goiás              | 3.389            |
| 399     | Estrela do Norte                 | Goiás              | 3.379            |
| 400     | Teresina de Goiás                | Goiás              | 3.363            |
| 401     | Professor Jamil                  | Goiás              | 3.360            |
| 402     | Santa Rita do Novo Destino       | Goiás              | 3.359            |
| 403     | Salto do Céu                     | Mato Grosso        | 3.347            |
| 404     | Novo Brasil                      | Goiás              | 3.242            |
| 405     | Santa Rita do Trivelato          | Mato Grosso        | 3.231            |
| 406     | Nova Marilândia                  | Mato Grosso        | 3.159            |
| 407     | Urutaí                           | Goiás              | 3.154            |
| 408     | Perolândia                       | Goiás              | 3.135            |
| 414     | Figueirão                        | Mato Grosso do Sul | 3.539            |
| 409     | Santo Afonso                     | Mato Grosso        | 3.050            |
| 410     | Santa Cruz de Goiás              | Goiás              | 3.048            |
| 411     | Vale de São Domingos             | Mato Grosso        | 3.041            |
| 412     | Araguaiana                       | Mato Grosso        | 3.036            |
| 413     | Cristianópolis                   | Goiás              | 3.029            |
| 415     | Jaupaci                          | Goiás              | 3.004            |
| 416     | Sítio d'Abadia                   | Goiás              | 2.998            |
| 417     | Cumari                           | Goiás              | 2.975            |
| 418     | Porto Estrela                    | Mato Grosso        | 2.973            |
| 419     | Glória d'Oeste                   | Mato Grosso        | 2.964            |
| 420     | Uirapuru                         | Goiás              | 2.961            |
| 420     | Nova Iguaçu de Goiás             | Goiás              | 2.961            |
| 422     | Arenópolis                       | Goiás              | 2.957            |
| 423     | Ipiranga de Goiás                | Goiás              | 2.948            |
| 424     | Damolândia                       | Goiás              | 2.935            |
| 425     | Israelândia                      | Goiás              | 2.910            |
| 426     | Três Ranchos                     | Goiás              | 2.900            |
| 427     | Panamá                           | Goiás              | 2.712            |
| 428     | Mimoso de Goiás                  | Goiás              | 2.702            |
| 429     | Indiavaí                         | Mato Grosso        | 2.648            |
| 430     | Reserva do Cabaçal               | Mato Grosso        | 2.646            |
| 431     | Santa Rosa de Goiás              | Goiás              | 2.626            |
| 432     | Planalto da Serra                | Mato Grosso        | 2.604            |
| 433     | Buriti de Goiás                  | Goiás              | 2.583            |
| 434     | Adelândia                        | Goiás              | 2.564            |
| 436     | Ivolândia                        | Goiás              | 2.554            |
| 437     | Diorama                          | Goiás              | 2.547            |
| 438     | Pilar de Goiás                   | Goiás              | 2.529            |
| 439     | Aparecida do Rio Doce            | Goiás              | 2.517            |
| 440     | Córrego do Ouro                  | Goiás              | 2.514            |
| 441     | Novo Santo Antônio               | Mato Grosso        | 2.498            |
| 442     | Avelinópolis                     | Goiás              | 2.494            |
| 443     | Jesúpolis                        | Goiás              | 2.476            |
| 444     | Mairipotaba                      | Goiás              | 2.432            |
| 445     | Palmelo                          | Goiás              | 2.424            |
| 446     | Santa Cruz do Xingu              | Mato Grosso        | 2.421            |
| 447     | Nova América                     | Goiás              | 2.373            |
| 448     | Morro Agudo de Goiás             | Goiás              | 2.351            |
| 449     | Ribeirãozinho                    | Mato Grosso        | 2.320            |
| 450     | Marzagão                         | Goiás              | 2.226            |
| 451     | Guaraíta                         | Goiás              | 2.206            |
| 451     | Nova Aurora                      | Goiás              | 2.206            |
| 453     | Davinópolis                      | Goiás              | 2.133            |
| 454     | Aloândia                         | Goiás              | 2.071            |
| 455     | São Patrício                     | Goiás              | 2.070            |
| 456     | Guarinos                         | Goiás              | 2.052            |
| 457     | Luciara                          | Mato Grosso        | 2.043            |
| 460     | Ponte Branca                     | Mato Grosso        | 2.008            |
| 458     | Água Limpa                       | Goiás              | 1.858            |
| 462     | Serra Nova Dourada               | Mato Grosso        | 1.800            |
| 461     | São João da Paraúna              | Goiás              | 1.774            |
| 459     | Moiporá                          | Goiás              | 1.685            |
| 464     | Cachoeira de Goiás               | Goiás              | 1.405            |
| 463     | Lagoa Santa                      | Goiás              | 1.390            |
| 466     | Araguainha                       | Mato Grosso        | 1.010            |
| 465     | Anhanguera                       | Goiás              | 924              |